# Thập niên 1480
Thập niên 1480 là thập niên diễn ra từ năm 1480 đến 1489.